# Liste der nicaraguanischen Bildungsminister
Das nicaraguanische Bildungsministerium wurde seit 1940 von 25 Ministern geleitet, davon waren 3 Lehrer, 11 Rechtsanwälte, 4 Ingenieure, 4 Ärzte, ein Geschäftsführer und ein Wirtschaftswissenschaftler. Die längste Amtszeit hatte von 1991 bis 1998 Humberto Belli, während Ildefonso Palma Martínez das Amt 26 Tage bekleidete.

## Bezeichnung
Der ursprüngliche Name des Bildungsministeriums war Ministerio de Instrucción Pública y Educación Física.
Mit dem Amtsantritt von Lorenzo Guerrero in den 1940er Jahren wurde der Name mexikanisiert in Secretaría de Educación. Später wurde der Name in Ministerio de Educación Pública umbenannt und unter der Regierung von Arnoldo Alemán in Ministerio de Educación Pública y Institutos de Cultura y Deportes.

## Lokal
Das Bildungsministerium befindet sich im Centro Cívico Camilo Ortega, Módulo J, in Managua.
- Das Ministerium verfügt über kein eigenes Gebäude und war seit 1940 an verschiedenen Orten untergebracht.
- 1940 befand es sich in zwei Etagen in einem Gebäudeblock beim Vviejo Mercado San Miguel in Managua.
- Später war es in der Südecke der zweiten Etage des Antigua Palacio Nacional.
- Die nächste Adresse war im Alten Casa del Águila gegenüber dem Lido Palace Hotel in der Nachbarschaft des Parque Frixione.
- Die nächste Adresse war im Edificio Cerna an der Carretera norte, wo die Hauptverwaltung von PETRONIC war.
- Zur Zeit des Erdbebens von 1972 befand sich das Ministerium in einigen Pabillions der Escuela Normal de Managua (Lehramtschule) im Barrio La Fuente.
- Von dort wurde das Ministerium an seinen heutigen Standort im Centro Cívico verlegt.[1]

| Ernennung / Amtsantritt | Name                          | Bemerkungen | in der Regierung von        | Posten verlassen |
| ----------------------- | ----------------------------- | --- | --------------------------- | ---------------- |
| 1915                    | Diego Manuel Chamorro Bolaños | Señor Ministro de Instrucción Pública y de Relaciones Exteriores David Arellano | Adolfo Díaz                 | 1917             |
| 1918                    | David ArellanoSequeira        | | Emiliano Chamorro Vargas    | 1920             |
| Juli 1955               | Ildefonso Palma Martínez      | Amtszeit 26 Tage (1. Mai 1900 in Chinandega; † 1978) 1932–1933: Redakteur der Tageszeitung in Leon El Eco Nacional. | Anastasio Somoza García     |                  |
| 1967                    | María del Socorro Maltés      | kontrahiert zu Mary Cocó Maltéz Viceministro de Educación | Anastasio Somoza Debayle    | 1972             |
| 1974                    | Leandro Marín Abaunza         | 2002: Representante Permanente de Nicaragua ante la Organización de los Estados Americanos (OEA) | Anastasio Somoza Debayle    | 1976             |
| Juli 1979               | Carlos Tünnermann Bernheim    | | Francisco Urcuyo Maliaños   | 1984             |
| 1984                    | Fernando Cardenal             | | Francisco Urcuyo Maliaños   | 1990             |
| 1991                    | Humberto Belli Pereira        | (* 7. September 1945) Bruder von Gioconda Belli. | Violeta Barrios de Chamorro | 1998             |
| Sep. 1998               | José Antonio Alvarado Correa  | (* 1. September 1951 in Granada) investment banker 1978–1980: Nicaraguan ambassador to the United Nations, Oktober 1999 bis Mai 2000 Verteidigungsminister, September 2003–2004: Gesundheitsminister, Legislaturperiode 2011–2016: Abgeordneter im Parlacen | Arnoldo Alemán              | Okt. 1999        |
| 1999                    | Fernando Robleto Lang         | (* 1945) Sohn von Luisa Lang Habid und David Robleto Gallo, verheiratet mit Nora Becquillard Elizondon | Arnoldo Alemán              | 2001             |
| 2001                    | Silvio De Franco              | [ 5 ] | Arnoldo Alemán              | 2004             |
| 2004                    | Ángel García                  | | Enrique Bolaños Geyer       | 2006             |
| 2007                    | Miguel De Castilla Urbina     | [ 6 ] | Daniel Ortega Saavedra      | 2009             |
| 2010                    | Miriam Raudez Rodríguez       | [ 7 ] | Daniel Ortega Saavedra      |                  |

Quelle: